# Brunvollbotnen
Der Brunsvollbotnen ist ein vereistes Kar im ostantarktischen Königin-Maud-Land. In der Heimefrontfjella liegt er zwischen den Gebirgskämmen Sanengenrusta und Malmrusta an der Nordwestseite der Sivorgfjella.
Wissenschaftler des Norwegischen Polarinstituts benannten ihn 1987 nach der norwegischen Hausfrau Kirsten Brunvoll (1895–1976), die gemeinsam mit ihrem Ehemann und den zwei gemeinsamen Söhnen die Herstellung und Verbreitung von Zeitungen im Widerstand gegen die deutsche Besatzung Norwegens im Zweiten Weltkrieg betrieben hatte.